# عزيز العنزي
عزيز بن فرحان العنزي داعية إسلامي سعودي، ومقدم برامج تلفزيونية. حاصل على دكتوراه في الفقه وأصوله من جامعة الملك سعود بالرياض في موضوع «مسائل الإجماع في أبواب التبرعات والفرائض: جمعا ودراسة». قدم عزيز العنزي برامج تلفزيونية عدة أشهرها برنامج فتاوى على قناة الشارقة الفضائية.

## المرئيات
- الشريعة والإيمان [2]
- برنامج وتواصوا بالحق [3]
- برنامج الفتاوى على قناة الشارقة [4][5]

## كتبه
- الأربعون في الاعتقاد [6]
- الاستغفار[7]
- البصيرة في الدعوة إلى الله[8]
- حرمة الدماء في الإسلام[9]
- خلاصة الكلام في التخلص من المال الحرام[10]
- زبدة الكلام في التخلص من المال الحرام[11]
- هيبة الدولة واجب ديني وضرورة دنيوية[12]
- أحكام الحرفة وآثارها في الفقه الإسلامي[13]

## روابط خارجية
- سلسلة بقلب سليم-الشيخ عزيز بن فرحان العنزي
- برنامج فتاوى فضيلة الشيخ د.عزيز بن فرحان 13-5-2015
- فتاوى الشيخ عزيز فرحان العنزي عيفان Jul 8, 2013